# Frédéric Eichhoff

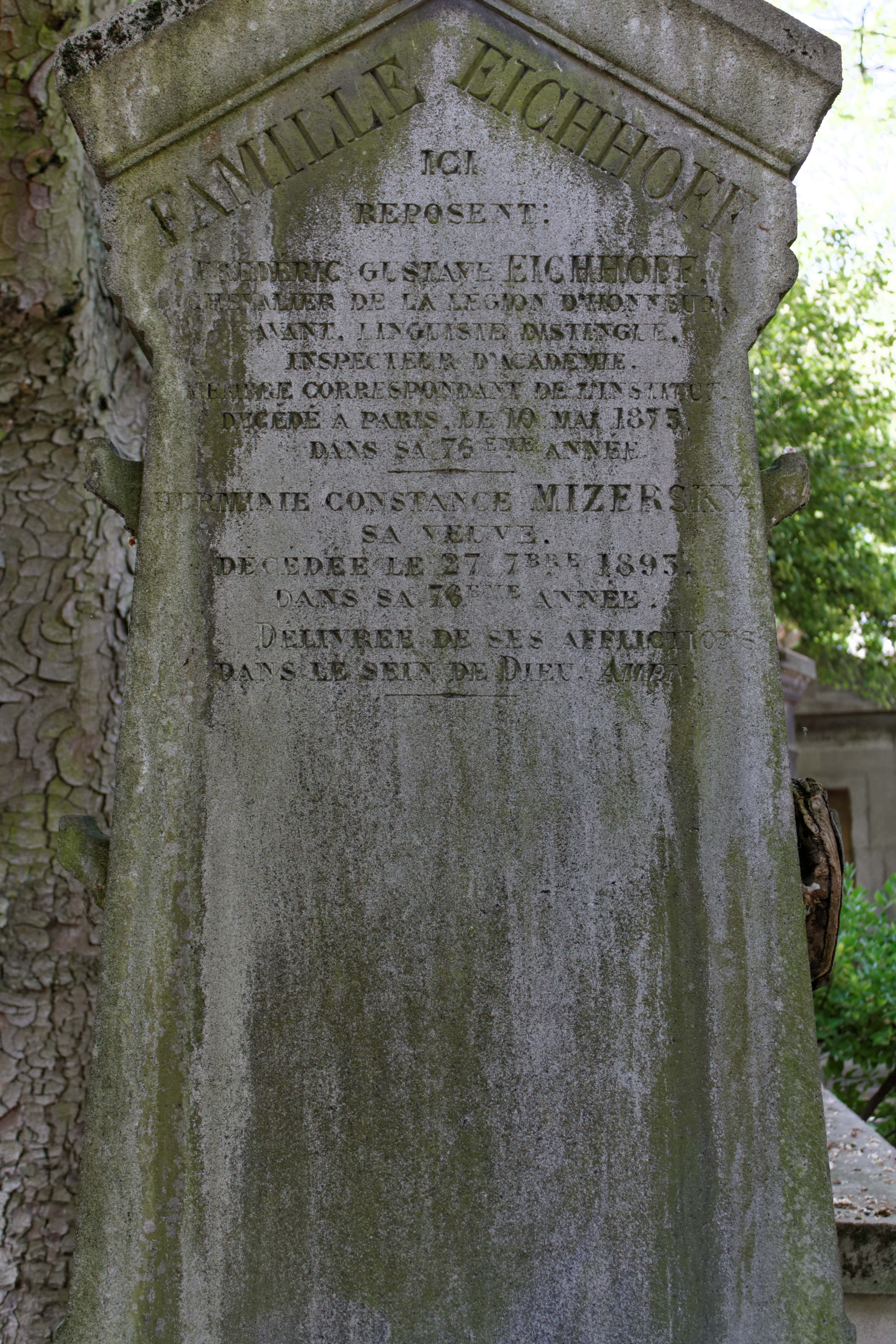
Frédéric Eichhoffs grav på Père-Lachaise-kyrkogården.

Frédéric Gustave Eichhoff, född den 17 augusti 1799 i Le Havre, död den 10 maj 1875 i Paris, var en fransk filolog.
Eichhoff blev guvernör för hertigens av Orléans (sedermera kung Ludvig Filips) barn, utnämndes 1831 till drottningens bibliotekarie, blev 1842 professor i litteraturhistoria vid universitetet i Lyon, 1847 medlem av Franska institutet och 1855 generalinspektör över undervisningen i levande språk vid de franska lycéerna. Bland hans arbeten kan nämnas: Parallèle des langues de l'Europe et de l'Inde (1836), som belönades med tre hedersmedaljer, Histoire de la langue et de la littérature des slaves (1839), Tableau de la littérature du Nord au moyen-âge en Allemagne et en Angleterre, en Scandinavie et en Slavonie (1852; 2:a upplagan 1857), Études sur Ninive, Persépolis et la mythologie de l'edda (1855) och Grammaire générale indo-européenne (1867). I förening med Wilhelm de Suckau utgav Eichhoff Dictionnaire étymologique des racines allemandes (1840; ny upplaga 1855).